# Rue Caroline-et-William-Herschel
Pour les articles homonymes, voir Herschel.
La rue Caroline-et-William-Herschel est une voie située dans le quartier de l'Odéon du 6e arrondissement de Paris.

## Situation et accès
La rue Caroline-et-William-Herschel est desservie par la ligne B du RER à la gare de Port-Royal et à la gare du Luxembourg.

## Origine du nom
Cette voie porte le nom des astronomes allemands Caroline Herschel (1750-1848) et son frère William Herschel (1738-1822) en raison de la proximité de l'Observatoire de Paris.
Le 15 avril 2021, le nom rue Caroline-et-William-Herschel se substitue à rue Herschel par décision du Conseil de Paris.

## Historique

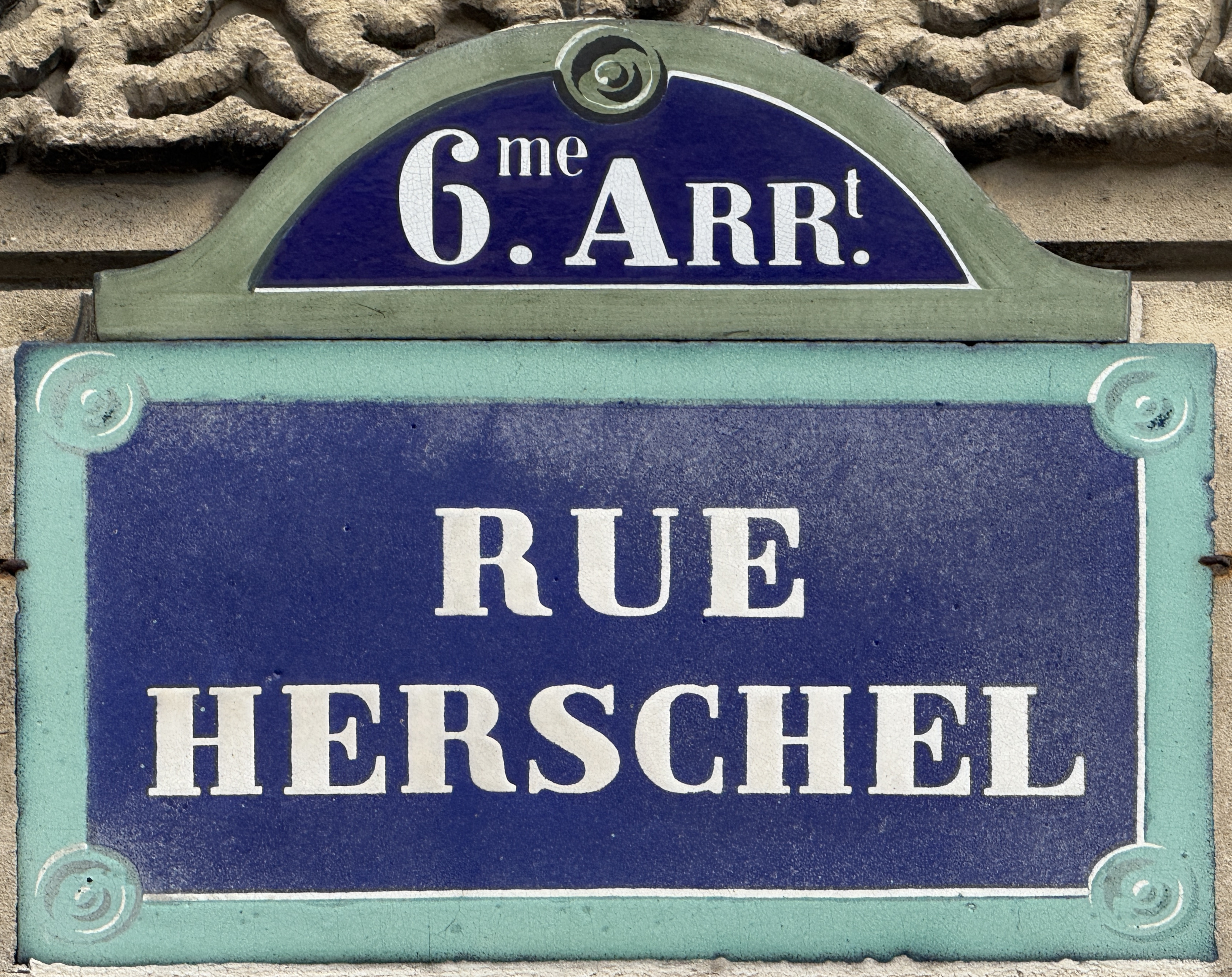
Plaque de l'ancien nom de la rue.

Cette voie ouverte par un décret du 14 août 1866 prend, par un décret du 10 novembre 1877, le nom de « rue Herschell « (avec 2 L) avant de prendre sa dénomination actuelle (avec 1 L) par un arrêté du 29 mars 1881.
Initialement, la rue se prolongeait au-delà des jardins de l'Observatoire jusqu'à la rue d'Assas, mais ce tronçon est supprimé lors de la construction de la faculté de pharmacie de Paris en 1877.

## Bâtiments remarquables et lieux de mémoire
- La rue débouche sur le jardin des Grands-Explorateurs Marco-Polo et Cavelier-de-la-Salle des jardins de l'Observatoire et sur l'allée Denise-Vernay.
- Le biologiste Roger Dajoz et sa femme Aline Langevin ont habité rue Herschel.
- No 4 : le poète nicaraguayen Rubén Darío y habite de 1909 à 1912 ; une plaque lui rend hommage.

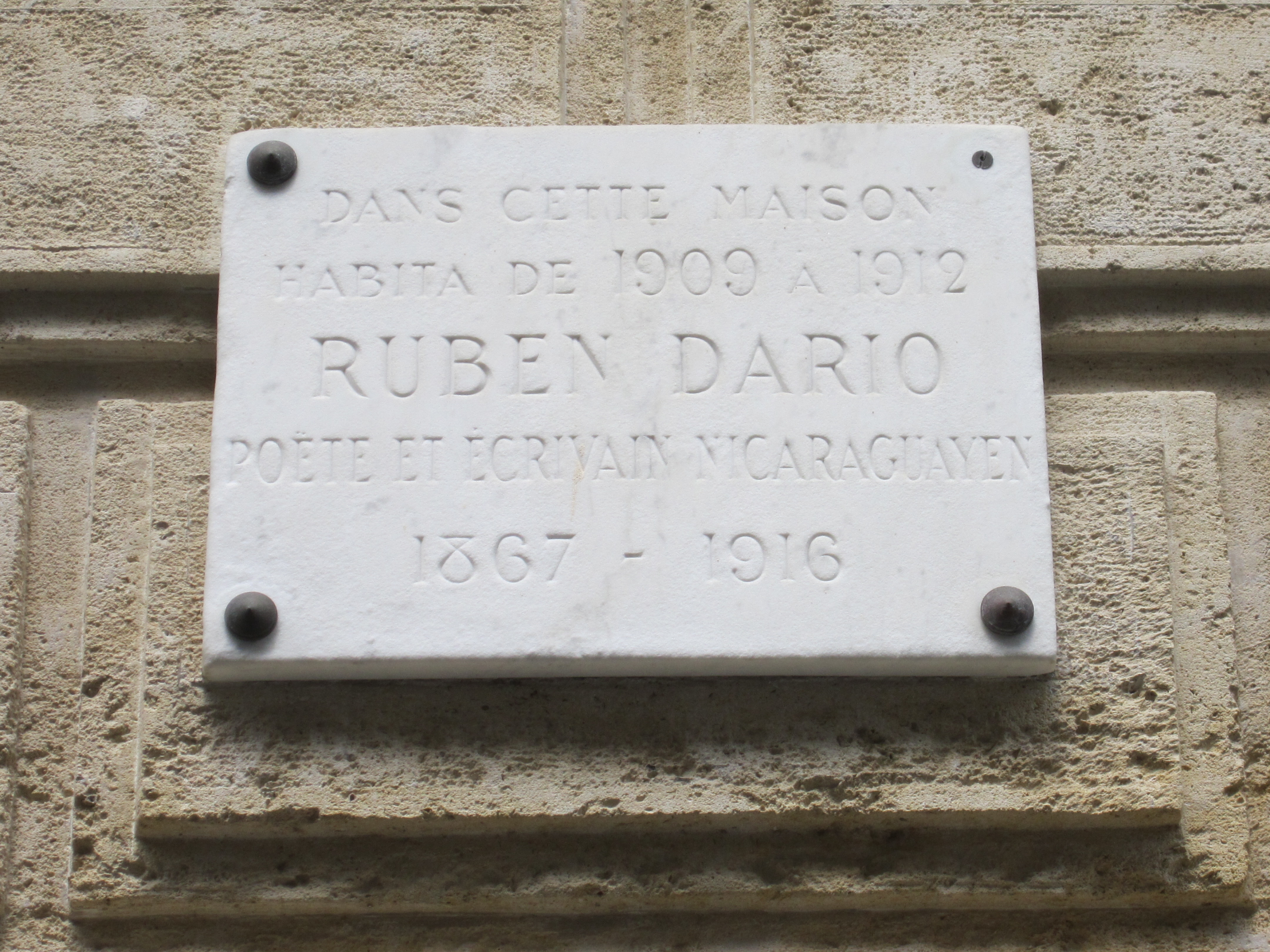
Plaque au no 4.